# スロウ (Plastic Treeの曲)
「スロウ」は、Plastic Treeの通算36枚目のシングル。2015年3月4日発売。発売元はCJビクターエンタテインメント。

## 概要
前作『マイム』から約6か月ぶりのシングル。通常盤、初回限定盤A、初回限定盤B、初回限定盤Cの4タイプで発売。通常盤のみ、前シングル曲「マイム」の【Voodoo Carnival Remix】バージョンを収録。
CDジャケットデザインは、前作『マイム』から引き続き、人気アニメーション作家の劇団イヌカレーの泥犬が担当した。『マイム』では、各タイプのCDジャケットを縦に並べることで1つのイラストが完成するようになっていたが、本作では全4タイプを縦2列、横2列で順に並べることで1つのイラストが完成する仕様となっている。
初回限定盤A・B・C各タイプには、それぞれ収録内容の異なるDVDが付属している。
- 初回限定盤A -「スロウ」Music Video
- 初回限定盤B -「スロウ」Lyric Video
- 初回限定盤C -「スロウ」〜有村竜太朗のスタジオ弾き語り〜

## 収録曲

### 通常盤
1. スロウ [5:39][1]
  - 作詞：有村竜太朗、作曲：有村竜太朗・長谷川正、編曲：Plastic Tree

28thシングル『サナトリウム』（2009年）以来約5年半ぶりとなるバラードシングル曲[5]。また、作曲が有村竜太朗と長谷川正の共作となる楽曲が発表されるのは、『ムーンライト――――。』（2010年）以来。
曲のベースは2014年には存在しており、同年リリースされたミニアルバム『echo』に収録する案もあったが、時間をかけて作りたいというメンバーの思いからこのタイミングでのリリースとなった[6]。
ミュージックビデオは全編モノクロという構成（初回限定盤Aに収録）。また、Plastic Tree初となるリリックビデオ（歌詞を中心に構成されたミュージックビデオ）が製作された（初回限定盤Bに収録）。
2. カオスリロン [5:02][1]
  - 作詞：佐藤ケンケン、作曲：ナカヤマアキラ、編曲：Plastic Tree

仮タイトルの年号は2013年。カップリングの曲をナカヤマアキラによる楽曲の中から選出することに決まり、佐藤ケンケンが本曲を選んだ[7]。
3. マイム 【Voodoo Carnival Remix】 [4:44][1]
  - 作詞：有村竜太朗、作曲：長谷川正、編曲：Plastic Tree

35thシングル『マイム』のアレンジ版。通常盤にのみ収録。
4. スロウ (Instrumental) [5:36][1]

### 初回限定盤A,B,C
CD（全タイプ共通）
1. スロウ [5:39][2]
2. カオスリロン [5:02][2]
3. スロウ (Instrumental) [5:36][2]

DVD
- 初回限定盤A -「スロウ」Music Video
- 初回限定盤B -「スロウ」Lyric Video
- 初回限定盤C -「スロウ」〜有村竜太朗のスタジオ弾き語り〜